# Porte d'Auteuil (metropolitana di Parigi)
Porte d'Auteuil è una stazione della linea 10 della metropolitana di Parigi.

## La stazione
La stazione venne aperta nel 1913 ed il suo nome discende dalla Porte d'Auteuil, apertura nelle fortificazioni di Parigi 1860, che controllava la strada diretta a Boulogne.

## Interconnessioni
- Bus RATP - 32, 52, PC1, 123, 241

## Nelle vicinanze
- Stade Roland Garros
- Parc des Princes
- Hippodrome d'Auteuil
- Bois de Boulogne
- Giardino delle serre d'Auteuil